# Bas (zangstem)
De bas (van Latijn bassus, diep, laag) is in de zangkunst de laagste mannelijke zangstem met een toonomvang van ongeveer E groot tot d'. Ook degene die zingt met deze stem wordt als 'bas' aangeduid.
De bas is tevens de naam van de vierde stem in de vierstemmige harmonieleer. In een vierstemmige bewerking van een lied zingt de bas vaak de grondtoon van een akkoord.

## Onderverdeling
Qua toonhoogte (deelregister) kan de bas worden onderverdeeld in:
- de 'diepe' bas (basso profondo of, in het Frans, 'basse noble'), bijvoorbeeld Sarastro in Die Zauberflöte van Wolfgang Amadeus Mozart;
- de 'vrolijke' bas (basso buffo), bijvoorbeeld Don Basilio in Il barbiere di Siviglia van Gioachino Rossini;
- de 'serieuze' bas (basso serioso of basso cantato), bijvoorbeeld Filippo II in Don Carlo van Giuseppe Verdi; en
- de 'volgbas' (basso continuo), een vooral instrumentale bas; dit was een fundamenteel stijlelement van de barokmuziek vanaf het begin van de 17e eeuw; deze doorlopende instrumentale basstem dient als begeleiding van de zangers en de overige instrumentalisten.

### Strohbassregister
Als bassen lage tonen moeten zingen die lager uitvallen dan hun normale bereik kunnen ze gebruikmaken van het Strohbass-register. Met een speciale zangtechniek klinkt dan de eerste subharmonische (harmonische ondertoon), namelijk een octaaf onder de gewone zangstem.

## Bekende bassen
Bekende bassen zijn onder anderen Boris Christoff, Nicolai Ghiaurov, Ruggero Raimondi, Samuel Ramey, Fjodor Sjaljapin en Ivan Rebroff.
Vooral door Russische componisten wordt voor zeer diepe bassen geschreven; Tsjesnokov bijvoorbeeld schrijft tot G1 voor.
De Amerikaans gospelzanger Tim Storms haalde het Guinnes Book of Records met de laagst gezongen noten ooit, waarbij hij de Strohbass-techniek gebruikte. Hij beschikt over bijna twee keer zo lange stembanden als bij een gemiddelde bas, waardoor het voor hem mogelijk is om alleen al met zijn gewone zangstem een grote laagte te bereiken. De laagste tonen die hij kan produceren met Strohbasstechniek zijn niet meer voor het menselijk oor waarneembaar (infrasoon), maar alleen door microfoons te registreren. Bij de laagste toon die hij kan produceren (G−7 of 0,189 Hz, dit is acht octaven onder de laagste G op de piano) trillen zijn stembanden slechts eenmaal in de ruim 5 seconden.
sopraan‎ · 
mezzosopraan‎ ·
alt · 
contratenor · 
tenor‎ · 
bariton‎ · 
bas